# Prawo głosowe
Prawo głosowe, prawo fonetyczne – reguła definiująca rozwój dźwięków danego języka, pewnej jego odmiany bądź grupy języków. Dźwięki danego języka mogą przechodzić w inne dźwięki, przy czym zmiana ta jest regularna i występuje we wszystkich wyrazach i formach wyrazów tego języka, wykazujących takie samo bądź podobne otoczenie dźwiękowe. Dla przykładu praindoeuropejska spółgłoska labiowelarna [*kʷ] przeszła w pragreckie [*t], jeśli znajdowała się przed samogłoską przednią, i jest w języku starogreckim zachowana jako τ, [t], por.: praindoeuropejskie *penkʷe > starogreckie πέντε, ['pεntε], 'pięć' lub praindoeuropejskie *kʷis > starogreckie τίς [tıs], 'kto'.
Koncepcja prawa głosowego zakłada bezwyjątkowość zmiany, a wszystkie ewentualne odstępstwa w zachowanym stadium badanego języka należy uznać za umotywowane działaniem analogii językowej lub zróżnicowaniem dialektalnym.

## Przykłady praw głosowych
- prawo Bartholomaego
- prawo Brugmanna
- prawo Grassmanna
- prawo Grimma, zwane też pierwszą przesuwką spółgłoskową
- prawo Sieversa
- prawo Stanga
- prawo Vernera
- wysokoniemiecka przesuwka spółgłoskowa